# Blackadder Goes Forth
Blackadder Goes Forth is de vierde en tot nu toe laatste serie afleveringen van de Britse sitcom Blackadder, in 1989 uitgezonden op BBC 1. De serie speelt tijdens de Eerste Wereldoorlog en bespot vooral de barre toestanden voor de soldaten uit die tijd, soms wel met een wat serieuzere ondertoon.

## Rolverdeling
- Rowan Atkinson als kapitein Edmund Blackadder, een Britse officier en veteraan van de koloniale oorlogen, die zo snel mogelijk weg wil komen uit de loopgraven.
- Tony Robinson als soldaat S. Baldrick, Blackadders ordonnans, en een onschuldige ziel met weinig verstand.
- Hugh Laurie als luitenant George, (voluit: The Honourable George Colthurst St. Barleigh, MC), een enthousiaste, aristocratische officier, die maar niet inziet hoe hopeloos de oorlog is.
- Stephen Fry als generaal Sir Anthony Cecil Hogmanay Melchett, een excentrieke, dwaze generaal, die de dwaasheid van de oorlog niet beseft en tamelijk snel executies uitvaardigt.
- Tim McInnerny als kapitein Kevin Darling, Melchetts assistent, en Blackadders aartsvijand. Darling geneert zich voortdurend voor zijn naam en trekt daarom zenuwachtig met zijn oog.

## Geschiedenis
Na Blackadder the Third in 1987 werd er gewerkt aan het idee voor een serie in de victoriaanse tijd. Zover kwam het niet, maar het idee werd wel gebruikt voor Blackadder's Christmas Carol in 1988. Uiteindelijk werd besloten om een serie te maken over Blackadder in de Eerste Wereldoorlog, waarin Blackadder volledig klem zou zitten: vooruit, "over the top" gaan betekent een zekere dood onder het Duitse geweervuur, maar achteruitgaan door te vluchten betekent een zekere dood voor het vuurpeloton. Er heerste wel enige angst dat de serie bekritiseerd zou worden voor het trivialiseren van de Eerste Wereldoorlog, maar dit viel uiteindelijk mee. Ze won zelfs een British Academy Television Award voor beste comedyserie.
Naast Rowan Atkinson en Tony Robinson in hun vaste rollen keerde ook Hugh Laurie weer terug als George. De verhouding tussen George en Blackadder is in deze serie echter weer zoals die tussen Blackadder en Percy was in de eerste series: George staat officieel boven Baldrick, maar lager dan Blackadder. Stephen Fry keerde terug in een vaste rol, en zijn personage heette opnieuw Melchett. Waar Lord Melchett in Blackadder II een intelligente, kalme persoon was, en een rivaal van Blackadder, was generaal Melchett in deze serie militaristisch, dom en maf, en Blackadders onberekenbare meerdere, vergelijkbaar met de rol van koningin Elizabeth in de eerdere serie. De rol van Blackadders antagonist werd nu gespeeld door Tim McInnerny, die in de eerste series de rol van Percy had gespeeld. McInnerny's personage zou eerst Cartwright heten, maar toen McInnerny de rol niet zo goed kon invullen werd het personage omgedoopt tot Darling, naar een idee van Stephen Fry.
Zowel de acteurs als de schrijvers verklaarden dat de scriptrepetities erg intensief waren. De creatieve acteurs probeerden voortdurend te zoeken hoe ze de tekst zo grappig mogelijk konden maken en leverden eventueel ideeën erbij.

## Afleveringen

### Captain Cook
Uitgezonden op: 28 september 1989

#### Verhaal
Als er allerlei nieuw materiaal wordt bezorgd in de loopgraven krijgt Blackadder het vermoeden dat ze spoedig de aanval op de Duitsers zullen moeten openen. Baldrick suggereert dat ze eraan kunnen ontsnappen door zich aan te melden voor de keukens van het hoofdkwartier, maar Baldricks kookkunst is zo slecht dat het gelijk staat aan vergiftiging. Generaal Melchett wil echter dat het moreel van de manschappen opgekrikt wordt en geeft Blackadder de opdracht om een iemand te zoeken die een schilderij kan maken voor de voorpagina van het propagandablad. Blackadder ruikt zijn kans als hij hoort dat de schilder weg mag van het front, maar kan helaas niet schilderen. George blijkt een natuurtalent, en Blackadder laat hem een prachtig propagandistisch oorlogstafereel schilderen. Vervolgens gaat hij echter zelf aan de haal met het schilderij.
De propaganda-opdracht blijkt echter een test om een goede tekenaar te zoeken, die niemandsland in moet gaan om de vijandelijke stellingen uit te tekenen. Blackadder laat George zelf iets verzinnen en deze tekent een angstaanjagend sterke Duitse zijde (met olifanten), waar de Britten onmogelijk van zouden kunnen winnen. Melchett besluit de aanval door te laten gaan, omdat de Duitsers dit niet zullen verwachten en bovendien zullen denken dat de Britten slecht geïnformeerd zijn, wat de vijand overmoedig zal maken. Blackadder ziet nog maar één uitweg: hij gaat, in vermomming, met George en Baldrick invallen voor Melchetts kok.
De strategie Eerste Wereldoorlog wordt hier op spottende wijze neergezet als "uit de loopgraven komen en langzaam op de vijand aflopen", wat continu wordt herhaald omdat de vijand zou verwachten dat men op den duur iets anders zal doen.

### Corporal Punishment
Uitgezonden op: 5 oktober 1989

#### Verhaal
Er heersen enige communicatieproblemen in de loopgraven. Blackadder maakt hier misbruik van door, als Darling belt met het bevel voor een aanval, te doen of de telefoonlijn gestoord is. Een telegram met bevel tot aanval negeert hij vanwege de onjuiste adressering ("Catpain Blackudder") en de postduif schiet hij dood. Het blijkt echter dat postduiven doodschieten nu strafbaar is voor de krijgsraad, en Blackadder besluit de duif op te eten bij de lunch. De duif is nog maar net op, of generaal Melchett arriveert in de loopgraaf om te kijken waarom de aanval niet is ingezet. Melchett gelooft Blackadders verhaal over communicatieproblemen, maar als Baldrick en George per ongeluk de dood van de duif verklappen blijkt dit de lievelingsduif van Melchett te zijn.
Blackadder belandt in een cel en bestelt de beste advocaat die er is. Baldrick verwisselt echter de brieven, zodat George Blackadders advocaat wordt. Blackadder is nog optimistisch als hij ziet dat Darling de aanklager is, maar tot zijn schrik is Melchett de rechter. George verknoeit zijn verdediging. Hij roept Darling op als getuige (die alleen maar meer bewijs tegen Blackadder aanvoert) en Baldrick, die Blackadders bevel alles te ontkennen letterlijk neemt. Melchett maakt er een schijnproces van, door George een boete te geven (omdat hij op kwam dagen en daarmee als verdediger de tijd van het hof zou verspillen) en zelf door Darling als getuige wordt opgeroepen. Blackadder wordt ter dood veroordeeld.
Terwijl Blackadder in de dodencel zit verwisselt Baldrick weer twee telegrammen, zodat Blackadder een telegram ontvangt van George voor zijn moeder. Hieruit ontdekt hij dat Georges oom Minister van Oorlog is geworden, wat Blackadders redding kan zijn. George en Baldrick besluiten dit te vieren met een glaasje whiskey, maar worden dronken en verslapen zich. Doordat Georges moeder de excuusbrief van George aan Blackadder ontvangt, en doorstuurt naar oom Rupert, wordt Blackadder op het nippertje gered. Blackadder stuurt George en Baldrick hierop niemandsland in als "vrijwilligers" voor Operation Certain Death.

#### Trivia
- De namen van de mannen van het vuurpeloton zijn een verwijzing naar Dad's Army.
- Melchett noemt Blackadder the Flanders pigeon-murderer (duivenmoordenaar van Vlaanderen). In zijn autobiografie Moab Is My Washpot beschrijft Stephen Fry hoe later iemand op straat hetzelfde naar hem riep. Fry verstond de man niet en meende dat de ander hem wilde aanvallen.
- De naam van de advocaat was oorspronkelijk Robert Moxon Browne. Dit werd om commerciële redenen afgekeurd en nagesynchroniseerd tot Bob Massingbird.
- Blackadder bagatelliseert zijn daad van het doodschieten van de duif door te herinneren aan het feit dat er dagelijks talloze soldaten worden vermoord.

### Major Star
Uitgezonden op: 12 oktober 1989

#### Verhaal
Als blijkt dat de Russische Revolutie is uitgebroken, en de Russen op het punt staan het front te verlaten wil Melchett het moreel van de manschappen opkrikken, door een Cabaret-show te organiseren. Blackadder heeft een afkeer van Charlie Chaplin en variété, maar doet zich voor als een liefhebber, aangezien de show op tournee naar Londen zal gaan. Melchett stelt Blackadder hierop aan als regisseur van de show en biedt hem de hulp van zijn chauffeur, korporaal Bob Parkhurst (Gabrielle Glaister.) Bob is overduidelijk een meisje, maar Melchett heeft dit vooralsnog niet door.
De show bestaat uit meerdere goedkope, amateuristische acts, zoals een Charlie Chaplin-imitatie door Baldrick. Zijn kostuum bestaat hierbij enkel uit een bolhoed en een dode naaktslak die als snor moet dienen. Baldrick moet echter wel met zijn hoofd omhoog staan, anders valt de slak van zijn bovenlip. George doet een drag-act. De show is een succes, maar Melchett wordt verliefd op "Georgina" en vraagt haar ten huwelijk. Om hier onderuit te komen beweert Blackadder dat Georgina omgekomen is in het mijnenveld. Melchett zag echter Georgina als het enige goede onderdeel van de show en dreigt de show af te blazen. Geen enkele soldaat komt echter in aanmerking. Dan pas bedenkt Blackadder dat Bob het onderdeel van George over kan nemen en de show wordt nu nog beter ontvangen. Melchett herkent Bob echter en beschouwt als walgelijke travestie, waarop de tournee niet doorgaat. Dat hoeft ook niet meer, aangezien de Amerikanen zijn gaan meedoen in de oorlog en films van Charlie Chaplin opgestuurd hebben. En Blackadder moet projectionist zijn, tot vermaak van Darling. Blackadder neemt wraak door Darling de naaktslak van Baldrick te eten te geven.

#### Trivia
- Terugkeer van Gabrielle Glaister als Bob. Dit keer heeft Blackadder haar echter meteen door, in tegenstelling tot de anderen.
- Het verhaal suggereert dat de Russen de oorlog verlieten vlak voordat de Amerikanen mee gingen vechten. In werkelijkheid verlieten de Russen de oorlog in maart 1918, bijna een jaar nadat de Amerikanen zich aansloten.
- De Russische Revolutie vond ook plaats in 1917. Melchett beweert dat de muiterijen in het Franse leger vorig jaar plaatsvond, terwijl dat ook in 1917 was.

### Private Plane
Uitgezonden op: 19 oktober 1989

#### Verhaal
George en Baldrick zijn vol bewondering voor het Royal Flying Corps en de leider ervan, Lord Flashheart (Rik Mayall). Blackadder is totaal niet onder de indruk, en als Flashheart na een noodlanding bij hem in de loopgraaf belandt uit Blackadder enkel minachting en afkeer. Kort hierna leert hij echter van het 'Twenty Minuters'-squadron en besluiten hij en George zich erbij aan te sluiten, nu blijkt dat nieuwe piloten maar twintig minuten in de lucht doorbrengen. Darling, die dit ook geprobeerd heeft, weigert in eerste instantie, maar Melchett gaat akkoord. Van training blijkt geen sprake: de eerste dag moeten ze al gaan vliegen. Flashheart onthult echter dat de naam 'Twenty Minuters' verwijst naar de gemiddelde levensverwachting van nieuwe piloten: twintig minuten. Tot overmaat van ramp heeft Darling geregeld dat Baldrick Blackadders navigator is.
Amper in de lucht worden Blackadder en Baldrick neergehaald door Manfred von Richthofen, de Rode Baron, waarna ze in een Duitse cel belanden. George wil een reddingsactie maar Darling en Melchett zien hier niets in. Bovendien, zo beweert Melchett, is Blackadder een heldendood gestorven door 1,6 m² aan grond te veroveren.
Blackadder en Baldrick krijgen van Von Richthofen hun straf voorgelegd: deportatie naar Duitsland om huishoudkunde op een meisjesschool te gaan onderwijzen, wat volgens de Duitsers een gruwelijke vernedering is. Blackadder is eigenlijk blij dat hij weg kan van het front en wil niet ontsnappen. Zelfs niet als George en Flashheart binnen komen vallen. Flashhearts aartsvijand Von Richthofen verschijnt en begint een lang monoloog over nobelheid, maar Flashheart schiet hem gewoon dood. Terug op het hoofdkwartier neemt Flashheart wraak op Darling door hem buiten westen te slaan en vertrekt hij met Bob. Als Blackadder suggereert dat hij verlof nodig heeft om bij te komen zegt Melchett dat Blackadders bevelhebber wel gek moet zijn om te weigeren. Blackadder merkt op dat Melchett zijn bevelhebber is, en Melchett weigert alsnog.

#### Trivia
- Terugkeer van Rik Mayall als Lord Flashheart. Gabrielle Glaister heeft ook nog een kleine rol als Bob (of Bobbie).
- Blackadder zegt over het "woef"-geluid van Flashheart en Bob: It's like Crufts in here. (Crufts is een Britse hondenshow.) Oorspronkelijk zou hij zeggen It's like Battersea Dog's Home, maar door zijn stotterproblemen kreeg Rowan Atkinson dit niet voor elkaar.

### General Hospital
Uitgezonden op: 26 oktober 1989

#### Verhaal
Tijdens een spelletje "Ik zie, ik zie wat jij niet ziet" valt er een bom en George belandt in het veldhospitaal, waar hij verwend wordt door zuster Mary (Miranda Richardson). Kort na het ziekenbezoek wordt Blackadder naar het hoofdkwartier geroepen. Er is een lek: ergens in het hospitaal zit een spion die allerlei geheimen en gevechtsplannen doorgeeft (Blackadder wist niet eens dat er gevechtsplannen waren). Blackadder heeft drie weken om de spion te vinden en laat Baldrick meteen een zekere Mr. Smith (Bill Wallis) in de gaten houden: een gewonde man met een sterk Duits accent. Darling wil Blackadder op zijn beurt in de gaten houden en wordt door Melchett in zijn voet geschoten om naar het hospitaal te kunnen. Blackadder maakt hier meteen misbruik van en onderwerpt Darling aan een wreed en vernederend verhoor, ondanks dat deze nog maar net aangekomen is. Zuster Mary is onder de indruk en blijkt een sterkere vrouw dan ze leek: ze doet zich alleen schattig voor aan de patiënten.
Na drie weken gaat Blackadder terug naar het hoofdkwartier, met Mary, waar hij de afgelopen weken een seksuele relatie mee heeft gehad. Blackadder ontkracht elk idee dat Darling de spion is, of Mr. Smith, die met zijn Duitse accent veel te snel door de mand zou vallen. Hij verklaart dat Mary de spion moet zijn. Ze spreekt Duits en leek op zoek naar informatie, en besefte niet dat van de drie universiteiten Oxford, Cambridge en Hull slechts twee universiteiten heel grote zijn. (Melchett beaamt dit: volgens hem is Oxford waardeloos.) Mary wordt door Baldrick naar een vuurpeloton gebracht. Darling komt binnen en wil Mr. Smith arresteren, maar Melchett onthult dat Smith een Britse spion is, die juist ontdekte dat het lek in het hospitaal zat. Zijn Duitse accent dankt hij aan jarenlang spioneren in Duitsland. Terwijl Melchett en Smith de executie gaan bekijken komt George binnen en vertelt dat hij dit dan ook maar in zijn brief aan ome Hermann in München zal zetten. Blackadder en Darling beseffen dat George het lek is en snellen achter de generaal aan.

#### Trivia
- Terugkeer van Miranda Richardson, opnieuw in de rol van een dame die gevoelens voor Blackadder lijkt te hebben.
- Melchetts opmerking over Oxford is een dubbele grap omdat Stephen Fry studeerde in Cambridge. Omdat Rowan Atkinson studeerde in Oxford kijkt Blackadder na Melchetts opmerking nogal gekrenkt.

### Goodbyeee
Uitgezonden op: 2 november 1989

#### Verhaal
Op een regenachtige avond komt het bericht dat bij zonsopgang de aanval ingezet zal worden. Blackadder neemt zijn toevlucht tot een oude truc uit de koloniale oorlogen, door met een onderbroek op zijn hoofd en twee potloden in zijn neus te doen of hij gek is. Nog net op tijd ontdekt hij dat Melchett deze truc al kent en iedereen die zoiets doet laat fusilleren. Baldrick suggereert hierna dat Blackadder aan veldmaarschalk Douglas Haig (Geoffrey Palmer) moet vragen of hij weg mag. Blackadder vindt dit onzinnig, totdat hij zich realiseert dat hij in Afrika ooit Haigs leven gered heeft. Hij besluit de veldmaarschalk morgenochtend te bellen. Ze verdrijven de tijd met gesprekken over de oorlog en Baldricks gedichten. George vertelt dat al zijn vrienden van 1914 dood zijn, maar beseft niet dat dit aantoont hoe hopeloos de oorlog is. Baldrick is wel geschokt als hij beseft dat al zijn vrienden (ongedierte in de loopgraven) ook dood zijn en vraagt waarom de soldaten niet gewoon kunnen weigeren te vechten. Een antwoord op deze vraag is er niet.
Melchett en Darling kunnen niet slapen en de generaal verklaart Darling als een soort zoon te zien. Als verrassing heeft hij Darling overgeplaatst naar het front, niet beseffend dat hij hem daarmee de dood instuurt. Darlings smeekbedes worden verkeerd geïnterpreteerd. Vlak voor zonsopgang belt Blackadder naar Haig. Een onenthousiaste Haig lost zijn schuld in door Blackadder de tip te geven om met een onderbroek op zijn hoofd en twee potloden in zijn neus te doen alsof hij gek is. Dan komt Darling binnen. Nu ze in hetzelfde schuitje zitten tonen Blackadder en Darling respect voor elkaar. De enthousiaste George geeft uiteindelijk toe bang te zijn, waar Baldrick zich bij aansluit.
Klaar voor de aanval horen ze dat de Britse artillerie stopt met schieten. Heel even gloort de hoop dat de oorlog voorbij is, maar Blackadder weet wel beter: de beurt is nu aan de infanterie voor een aanval. Op het laatste moment ontdekt Baldrick een splinter op een ladder en fluistert tegen Blackadder dat hij een plan heeft om weg te komen. Het is echter al te laat, al weet Blackadder zeker dat het beter was dan zijn eigen plan. In slow motion rennen de troepen niemandsland in met explosies en geschiet van machine geweren, waarna de scène langzaam overvloeit in een veld vol klaprozen in de huidige tijd.

#### Trivia
- Deze aflevering bevat geen aftiteling.
- Of de hoofdpersonen de veldslag overleven wordt niet getoond, maar volgens het script komen ze niet ver.
- Oorspronkelijk was het wel de bedoeling dat de dood van de hoofdpersonen in beeld kwam, maar door het kleine decor van polystyreen zag het er raar uit, waarop de scène in de montage werd aangepast.
- Tim McInnerny zei in 2004, in Britain's Best Sitcom, dat hij het slot van de aflevering erg emotioneel vond.

Media: Afleveringen · The Black Adder · Blackadder II · Blackadder the Third · Blackadder Goes Forth · speciale afleveringen

Personages: Blackadder · Baldrick · overig